# Powódź w Kraju Krasnodarskim (2012)
Powódź w Kraju Krasnodarskim w 2012 roku – powódź błyskawiczna, która 7 lipca 2012 roku nawiedziła Kraj Krasnodarski. W jej wyniku śmierć poniosły 172 osób, a dziesiątki zostało rannych.
W nocy z 6 na 7 lipca, region nawiedziły potężne burze, którym towarzyszył ulewny deszcz. Około godziny 2:00 wezbrane rzeki zaczęły występować z brzegu, a następnie zalewać drogi oraz miejscowości. Większość osób została zaskoczona przez powódź we śnie. Ludzie zaczęli uciekać ze swoich domów często w samej bieliźnie, poszukując schronienia na drzewach i dachach domów. 
Największe zniszczenia odnotowano w mieście Krymsk - tam również powódź spowodowała śmierć co najmniej 92 osób. Powódź zniszczyła lub poważnie uszkodziła wiele budynków. Woda spowodowała długotrwałe przerwy w dostawach prądu. Zalane zostały drogi oraz linie kolejowe. 
Podejrzewano, że przyczyną powodzi mogło być przepełnienie zbiornika retencyjnego na rzece Adagum.